# Theodora Gkountoura
Theodora Gkountoura (grekiska: Θεοδώρα Γκουντούρα), född 14 mars 1997, är en grekisk fäktare som tävlar i sabel.

## Karriär
Vid världsmästerskapen i fäktning 2023 i Milano tog Gkountoura brons i sabel.